# كرستوفر بيترسون
كرستوفر بيترسون (بالسويدية: Kristoffer Peterson)‏ (ولد 28 نوفمبر 1994) لاعب كرة قدم سويدي يلعب لنادي ليفربول.

## الأندية
كريستوفر بيترسون وقع مع أكاديمية ليفربول في يناير 2011 قادماً من نادي Sävedalens IF [الإنجليزية].
في 28 نوفمبر 2013، بيترسون أُعير إلى نادي الدرجة الأولى ترانمير روفرز. بعد يومين لعب لأول مرة في مباراة فوز 2-1 ضد كولتشستر يونايتد في برينتون بارك وحصل على جائزة أفضل لاعب في المباراة، ومدربه روني مور توقغ أنه «سيلعب على أعلى مستوى».
في يناير 2014 وقع على تمديد عقده مع ليفربول.

## روابط خارجية
- كرستوفر بيترسون على موقع الاتحاد الأوربي (الإنجليزية)
- كرستوفر بيترسون على موقع قاعدة بيانات كرة القدم.إي يو (الإنجليزية)
- كرستوفر بيترسون على موقع Soccerbase.com (لاعب) (الإنجليزية)
- كرستوفر بيترسون على موقع Soccerway.com (الإنجليزية)
- كرستوفر بيترسون على موقع عالم كرة القدم.نت (الإنجليزية)
- كرستوفر بيترسون على موقع AS.com (الإسبانية)